# Reinaldo Vicente Simão
Reinaldo Vicente Simão (sinh ngày 23 tháng 10 năm 1968) là một cầu thủ bóng đá người Brasil.

## Sự nghiệp câu lạc bộ
Reinaldo Vicente Simão đã từng chơi cho Bellmare Hiratsuka.

## Thống kê câu lạc bộ

### J.League
| Đội                | Năm       | J.League | J.League | J.League Cup | J.League Cup | Tổng cộng | Tổng cộng |
| Đội                | Năm       | Trận     | Bàn      | Trận         | Bàn          | Trận      | Bàn       |
| ------------------ | --------- | -------- | -------- | ------------ | ------------ | --------- | --------- |
| Bellmare Hiratsuka | 1995      | 23       | 3        | -            | -            | 23        | 3         |
| Bellmare Hiratsuka | 1996      | 15       | 4        | 15           | 1            | 30        | 5         |
| Bellmare Hiratsuka | 1997      | 12       | 3        | 5            | 0            | 17        | 3         |
| Tổng cộng          | Tổng cộng | 50       | 10       | 20           | 1            | 70        | 11        |